# Бахтизин, Рамиль Назифович
Рамиль Назифович Бахтизин (род. 30 марта 1955, Уфа, Башкирская АССР, РСФСР, СССР) — российский математик, доктор физико-математических наук (1992), профессор (1994). Ректор Уфимского Государственного Нефтяного Технического Университета (2015—2019). Президент Академии наук Республики Башкортостан (2011—2015). Депутат Государственного Собрания — Курултай Республики Башкортостан VI созыва (с 2018 г.).

## Биография
Бахтизин Рамиль Назифович родился в 1955 году в городе Уфа.
Закончил школу № 100.
Окончил в 1977 году математико-механический факультет Ленинградского государственного университета по специальности «Математика».
В 1983 году он окончил аспирантуру, а в 1992 году — докторантуру Азербайджанского института нефти и химии им. М.Азизбекова.
По окончании Ленгосуниверситета был распределен в Уфимский нефтяной институт, где начал профессиональную деятельность на кафедре высшей математики инженером, продолжив по завершении учёбы в аспирантуре в должностях преподавателя затем старшего преподавателя, доцента и с декабря 1992 года — профессора кафедры.
В 1995 году организовал и возглавил кафедру математического моделирования. С 1999 года был одновременно деканом факультета экономики и менеджмента, а с 2001 года — проректором по учебной работе. С 2007 года работал одновременно заведующим кафедрой математики. В 2011 году был избран президентом Академии наук Республики Башкортостан. В апреле 2015 года стал ректором УГНТУ.
Член экспертного совета по проблемам нефти и газа ВАК РФ. Главный редактор НТЖ «Нефтегазовое дело» и Электронного научного издания «Нефтегазовое дело». B 2015 году имел декларированный годовой доход 4 212 135,58 рублей.[значимость факта?]
Автор ряда монографий, хорошо известных специалистам отрасли. Имеет публикации в академических журналах (Прикладная математика и механика, Инженерно-физический журнал, Автоматика и телемеханика, Кинетика и катализ), в отраслевых изданиях (Нефть и газ, Нефтяное хозяйство и др.). Часто публикуется в научно-популярной литературе (журнал «Наука и жизнь»). Постоянно участвует в международных конференциях. Р. Н. Бахтизин является членом диссертационных советов по защитам докторских диссертаций. Подготовил 20 кандидатов наук.
Владеет английским (разговорным) и немецким (со словарем) языками. Увлечения: фото- и видеосъемка.

## Семья
Мать Гульниса Махмутовна (в девичестве — Амирова) — учитель математики средней школы; отец Назиф Раянович (1927—2007) — известный растениевод. Жена Миля Рашитовна (в девичестве — Мулюкова) — архитектор; дочь Алия — преподаватель.

## Звания и награды
- Бахтизин являлся членом отделения технических наук АН Республики Башкортостан.
- Почетный работник газовой промышленности.
- Лауреат премии башкирского комсомола в области науки и техники — за работы по гидродинамике реологически сложных сред (1986).
- Заслуженный деятель науки Республики Башкортостан (2001).[источник не указан 3084 дня]
- Орден Дружбы (Таджикистан) (2016 год)[6]

## Работы
Автор более 150 печатных работ в области группового анализа дифференциальных уравнений и теории обратных задач, учебника по теории вероятностей. Имеет публикации в академических журналах (Прикладная математика и механика, Инженерно-физический журнал, Автоматика и телемеханика, Кинетика и катализ), в отраслевых изданиях (Нефть и газ, Нефтяное хозяйство и др.). Часто публикуется в научно-популярной литературе (журнал «Наука и жизнь»).
Монографии.
- А. Х. Мирзаджанзаде, М. М. Хасанов, Р. Н. Бахтизин. Этюды о моделировании сложных систем нефтедобычи Нелинейность, неравновесность, неоднородность.- Уфа: Изд-во Гилем, 1999.
- Шаммазов А. М., Бахтизин Р. Н., Мастобаев Б. Н., Мовсумзаде Э. М., Владимиров А. И., Лапидус А. Л., Карнаухов Н. Н., Цхадая Н. Д. «История нефтегазового дела России». — Москва: Изд-во Химия, 2001.
- А. Х. Мирзаджанзаде, М. М. Хасанов, Р. Н. Бахтизин Моделирование процессов нефтегазодобычи. Нелинейность, неравновесность, неопределенность. Серия «Современные нефтегазовые технологии», Москва, Ижевск, Институт компьютерных исследований, 2004.
- Р. Н. Бахтизин, А. К. Галлямов, Б. Н. Мастобаев, А. М. Нечваль, М. Р. Хасанов, А. Ф. Юкин Транспорт и хранение нефтей и нефтепродуктов. Применение электроподогрева. Москва, Изд-во "Химия, 196 с., 2004.

Научные статьи.
- Бахтизин Р. Н., Юкин А. Ф. Распространение тепла в средах при наличии внутренних превращений // Инженерно-физический журнал. — 1984. — Т. 46. — N 5.
- Бахтизин Р. Н., Хасанов М. М. Восстановление пластового давления по данным нормальной эксплуатации скважин // Инженерно-физический журнал. — 1985. -т.49. — № 3.
- Бахтизин Р. Н. Групповой анализ уравнений течения тиксотропной жидкости // Прикладная математика и механика. — 1989. -т.53.-вып.2.
- Асадуллин Р. М., Бахтизин Р. Н. Анализ решений обратных задач химической кинетики//Кинетика и катализ.-1990.-Т.31.-вып.3.
- Бахтизин Р. Н., Мухамедшин Р. К. Инвариантные решения уравнений неизотермического стационарного течения вязкой жидкости в трубах // Прикладная математика и механика. — 1991. — Т. 55. — вып. 3.
- Бахтизин Р. Н., Латыпов А. Р. Оценка порядка линейных моделей по экспериментальной информации // Автоматика и телемеханика. — 1992.- N 3.
- Бахтизин Р. Н., Дунаев В. Ф., Исмагилов А. Ф., Хасанов И. Ш. Методика обоснования многовариантного раздела продукции при освоении нефтяных месторождений на условиях СРП.// Информационно-аналитический журнал «Нефть, газ и бизнес»,. — 2003. — № 2.
- Р. Н. Бахтизин, Б. А. Московский, В. А. Буренин «Теория вероятностей»(конспект лекций и практикум)
- Научно-популярные статьи.
- Р. Н. Бахтизин, К. Ю. Штукатуров. Арифметические аттракторы.// Наука и жизнь. — 2000. — № 9.
- Р. Н. Бахтизин, К. Ю. Штукатуров. Ходом коня.// Наука и жизнь. — 2003. — № 1.
- Р. Н. Бахтизин, К. Ю. Штукатуров. Этюд о пользе и ошибках «вычислительных прикидок».// Домашний лицей. — 2002. — № 5.
- А. М. Шаммазов, Р. Н. Бахтизин, Б. Н. Мастобаев, А. Е. Сощенко. Трубопроводный транспорт России (1917—1945). // Трубопроводный транспорт нефти. — 2000. — № 9.
- А. М. Шаммазов, Р. Н. Бахтизин, Б. Н. Мастобаев, А. Е. Сощенко. Трубопроводный транспорт России (1945—1991). // Трубопроводный транспорт нефти. — 2001. — № 2.